# Szabó Gyula (labdarúgó, 1959)
Szabó Gyula (Baja, 1959 április 5. –) magyar labdarúgó, hátvéd.

## Pályafutása
A Szegedi AK, majd a Szegedi VSE korosztályos csapatában kezdte a labdarúgást. Kétéves sorkatonai szolgálata alatt a Szegedi Dózsa labdarúgója volt. 1981 és 1990 között a SZEOL AK csapatában játszott hátvédként. 1900 és 1992 között az Újpesti Dózsa játékosa volt. 1992–93-ban a Szegedi VSE csapatában fejezte be az aktív labdarúgást. Az élvonalban 128 mérkőzésen nyolc gólt szerzett, a másodosztályban közel 380 találkozón 80-at.